# Владимировка (Слободзейский район)
Влади́мировка (рум. Vladimirovca, молд. Владимировка, укр. Володимирівка) — село на левом берегу реки Днестр.

## Административный статус
Согласно административному делению ПМР, входит в Слободзейский район Приднестровской Молдавской Республики и является административным центром Владимировского сельсовета, куда кроме села Владимировка также входят сёла Константиновка и Никольское. Согласно административному делению Молдавии, входит в Автономное территориальное образование с особым статусом Приднестровье Республики Молдова и является административным центром коммуны Владимировка, куда входят вышеперечисленные сёла.
Фактически находится под контролем Приднестровской Молдавской Республики.

## География
Село Владимировка расположено в 9 км к востоку от города Тирасполя, недалеко от границы с Украиной. Планировочный тип Владимировки характеризуется как компактный с регулярной прямоугольной застройкой.

## История
Датой основания считается 1911 год.
Изначально село Владимировка называлось «Оброчное».
В начале XX в. на этих землях располагалось помещичье имение, которое называлось «Одаи» (ныне село Никольское, в составе Владимировского с/Совета оно основано в 1911 году.)
Пана звали Никольский Константан Владимирович. В 1907 году он по неизвестной причине продал свой дом своим работникам Карлову и Фурдуй, а сам уехал. Позже они были раскулачены и высланы, дом перешел в собственность государства. Старожилы рассказывали, что пан был добрый, хороший и, поэтому в честь этого пана были названы наши села. По другой версии говорят, что у пана было три сына Николай, Константин и Владимир, по каким-то причинам все сыновья погибли, и в честь памяти о сыновьях отец назвал наши села их именами.
Первые дома строились из земли и глины, крыши крылись соломой, и располагались они небольшими группами — хуторами. Так, на территории Владимировки создались два хутора: Сафроновка и Шлях, где насчитывалось до 55-ти домов. Дома строились беспорядочно, вблизи проходящей железной дороги.
После Русско-Японской войны 1904—1905 гг. её участникам раздавали землю. В 1911 году первыми поселенцами с. Владимировка стали крестьяне из близ прилегающих сёл Суклея, Чобручи, Карагаш, Кучурган, которым выделялись земельные наделы в аренду от 10 до 14 десятин.
В 1918 году был образован первый орган Советской власти в лице старосты схода товарища Михайличенко Якова Ивановича и соцкие Береза К. Н., Харченко Г. Г., Козарезов А. И., которые доводили до сведения всех жителей решения власти Советов.
В 1919 году под 1 мая после разгрома белогвардейцев (армии Деникина) и войск УНР Красной Армией, в селах Владимировка и Константиновка был организован ревком.
В 1926 году в с. Константиновка была построена начальная школа на 40 мест.
В 1974 году интенсивными темпами развивалось овощеводство и полеводство. Село росло и развивалось и требовало специалистов, энергичных и талантливых.
Получив образование, возвращались в родной колхоз агрономы, механизаторы, мелиораторы, учителя, медработники.
В настоящее время на землях бывшего колхоза «Рассвет» обработкой земель сельскохозяйственного назначения занимается торгово-промышленная фирма «Интерцентр-Люкс».

## Население
В 2004 году население села составляло 1342 человека.
Общее население сельского Совета (сёла Владимировка, Константиновка, Никольское) 1737 человек по состоянию на начало 2014 года и 1780 человек на 2016 год.
На территории села проживают преимущественно украинцы. Также проживают молдаване и болгары. Со времени от 2005 до 2013 происходит приток населения.

## Экономика
Основу экономики села Владимировка составляет сельское хозяйство: зерноводство, овощеводство, садоводство. В селе Владимировка размещается крупнейший в Приднестровье и Молдавии, производящий до 1500 тонн в год экологически чистых овощей и зелени. ВТК имеет площадь 6 га закрытого грунта и работает круглогодично.

## Известные уроженцы
- Владимир Константинов
- Герой Советского Союза Антон Сидорович Константинов[12].